# Bato (Leyte)
Bato é um município de  quarta classe de renda municipal (d) na província Leyte, nas Filipinas. De acordo com o censo de 1 de maio  de  2020 possui uma população de 38 505 pessoas e 9 115 domicílios.